# Histórias-moldura de Tolkien
J. R. R. Tolkien utilizou histórias-moldura em suas obras sobre a Terra Média, especialmente em seu legendarium, para conferir aos textos a aparência de uma mitologia autêntica, escrita e editada por diversas mãos ao longo de séculos. Ele detalhou como seus personagens fictícios redigiram seus livros e os transmitiram a outros, além de mostrar como editores posteriores, dentro do universo ficcional, anotaram e comentaram o material.
A história-moldura de ambos os romances publicados em vida por Tolkien, O Hobbit e O Senhor dos Anéis, centra-se no hobbit Bilbo Bolseiro, que escreve um livro de memórias sobre suas aventuras, intitulado O Livro Vermelho de Westmarch. Essas memórias foram continuadas por seu parente Frodo Bolseiro, que levou o Um Anel até a Montanha da Perdição, e posteriormente por Samwise Gamgee, seu fiel companheiro. O Senhor dos Anéis inclui um apêndice, "O Conto de Aragorn e Arwen", que, por ser escrito por homens e não por hobbits, possui sua própria história-moldura.
O legendarium, conjunto de escritos que formam a base de O Silmarillion, publicado postumamente, apresenta uma história-moldura que evoluiu ao longo da carreira de Tolkien. Essa moldura gira em torno de  Ælfwine, o marinheiro, cujo nome, assim como o de outros personagens moldura posteriores, significa "amigo dos elfos". Ele navega pelos mares, naufraga em uma ilha e ouve as narrativas dos elfos. O legendarium inclui duas novelas incompletas de viagem no tempo, A Estrada Perdida e The Notion Club Papers, que são enquadradas por personagens "amigos dos elfos" que, por meio de sonhos ou outros meios, visitam eras passadas, remontando até a civilização perdida de Númenor, semelhante à mítica Atlântida.
Tolkien foi influenciado pelo uso de uma história-moldura no poema épico de William Morris, The Earthly Paradise (1868–1870), em que marinheiros noruegueses partem para um lugar mítico e narram histórias, incluindo a de um andarilho semelhante a Eärendil. Tolkien também conhecia as lendas celtas de viagens marítimas Immram, como as de São Brandão, que retornava para contar diversas histórias, e publicou um poema chamado "Imram" em seu legendarium.
Por fim, Tolkien dotou suas obras de uma elaborada moldura editorial [en], composta por prólogo e apêndices, que sugerem a  sobrevivência de um manuscrito ao longo de milhares de anos desde o fim da Terceira Era, com edições e anotações de várias mãos. Isso colocou Tolkien, como filólogo, no papel congenial de "traduzir" [en] as línguas antigas usadas no manuscrito.

## Contexto

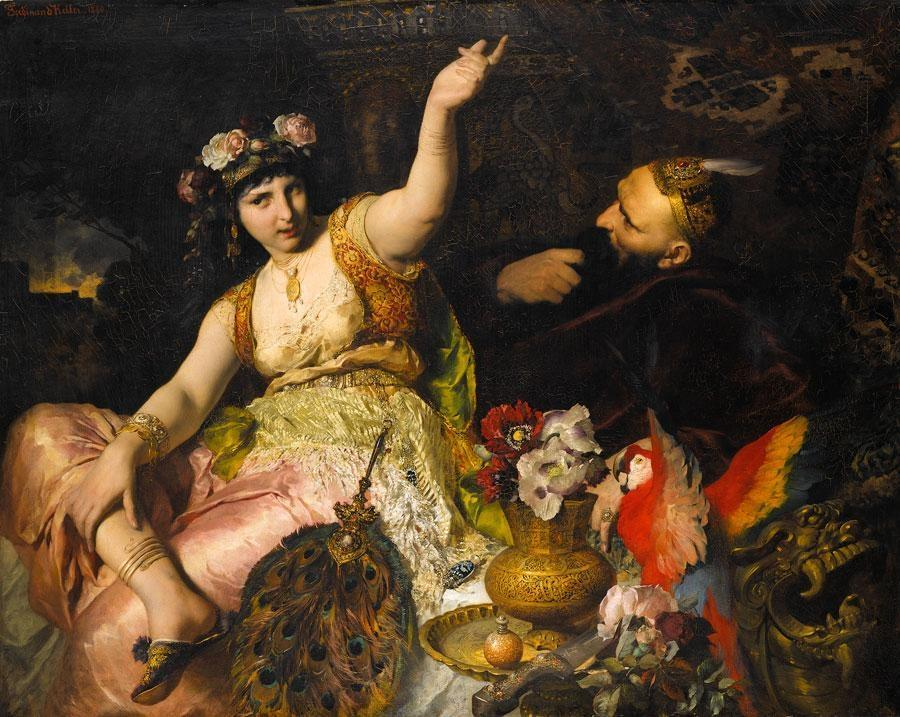
Tolkien seguiu uma longa tradição ao enquadrar suas histórias em outra narrativa que explica como foram contadas. Essa tradição inclui As Mil e Uma Noites, em que Xerazade entretém o rei com histórias sucessivas. Pintura de Ferdinand Keller, 1880.

### Histórias-moldura
Uma história-moldura é uma narrativa que envolve ou enquadra uma história principal ou um conjunto de histórias. Por exemplo, no romance de Mary Shelley, Frankenstein (1818), a história principal é enquadrada por uma correspondência fictícia entre um explorador e sua irmã. Em As Mil e Uma Noites, compilado durante a Idade de Ouro Islâmica, as diversas histórias são enquadradas pela narrativa de Xerazade, que evita sua execução ao contar uma história por noite ao rei, deixando-a incompleta ao amanhecer para garantir mais um dia de vida.

## O HobbiteO Senhor dos Anéis

### O Livro Vermelho de Westmarch
No último capítulo de O Hobbit, Tolkien descreve o protagonista Bilbo Bolseiro retornando de sua jornada à Montanha Solitária e escrevendo suas memórias para registrar os eventos narrados no livro. Bilbo considera chamar sua obra de Lá e de Volta Outra Vez, as Férias de um Hobbit. O título completo do romance de Tolkien é, de fato, O Hobbit ou Lá e de Volta Outra Vez. No primeiro capítulo de O Senhor dos Anéis, a história de Bilbo, Lá e de Volta Outra Vez, é descrita como escrita em seu diário de capa vermelha.
Enquanto vive em Valfenda, Bilbo expande suas memórias em um registro dos eventos de O Senhor dos Anéis, incluindo as façanhas de seu parente Frodo Bolseiro e outros. Ele deixa o material para Frodo completar e organizar. Frodo redige a maior parte da obra final, utilizando o diário de Bilbo e "muitas páginas de anotações soltas". Ao final da narrativa principal de Tolkien, a obra está quase concluída, e Frodo delega a tarefa a seu jardineiro e amigo próximo, Samwise Gamgee.
A estudiosa de Tolkien Verlyn Flieger [en] argumenta que Tolkien, buscando apresentar suas obras da Terra Média como uma mitologia crível, precisava criar uma "tradição livresca confiável". Ele se esforçou minuciosamente para isso, mencionando repetidamente o "diário" de Bilbo e as "Traduções do Élfico", supostamente criadas durante seus anos de aposentadoria, com "muitas anotações e papéis em seu quarto em Valfenda". Flieger observa que essa tradição simulada já está presente, de forma sutil, em O Hobbit, cuja  sobrecapa é "discretamente" decorada por Tolkien [en] com runas de aparência antiga, que dizem:
O Hobbit ou Lá e de Volta Outra Vez, sendo o registro da jornada de um ano feita por Bilbo Bolseiro de Hobbiton; compilado de suas memórias por J.R.R. Tolkien e publicado por George Allen and Unwin Ltd.
Flieger aponta que a história-moldura de O Hobbit é frágil, pois o narrador do livro frequentemente usa uma voz que não pode ser a de Bilbo. Em O Senhor dos Anéis, por outro lado, Tolkien incorporou cuidadosamente a história-moldura ao texto, desde os primeiros rascunhos. Ele faz Bilbo mencionar, no Conselho de Elrond [en], que está trabalhando em seu livro, dizendo que estava "apenas escrevendo um final para ele", mas percebendo que agora precisava de "vários capítulos a mais" devido às aventuras de Frodo a caminho de Valfenda. Ela comenta que Tolkien chegou a criar uma página de título para o Livro Vermelho, mostrando as tentativas "amplamente insatisfatórias" de Bilbo para encontrar um título adequado. O título final é de Frodo:
| Meu Diário. Minha Jornada Inesperada. Lá e de Volta Outra Vez. E o Que Aconteceu Depois. Aventuras de Cinco Hobbits. O Conto do Grande Anel, compilado por Bilbo Bolseiro a partir de suas próprias observações e dos relatos de seus amigos. O que fizemos na Guerra do Anel. A QUEDA DO SENHOR DOS ANÉIS E O RETORNO DO REI (como visto pelos Pequeninos; sendo as memórias de Bilbo e Frodo do Condado, complementadas pelos relatos de seus amigos e pelo conhecimento dos Sábios.) Junto com extratos de Livros de Sabedoria traduzidos por Bilbo em Valfenda. |

Flieger observa que, na época do lançamento da primeira edição de O Senhor dos Anéis em 1954, Tolkien ainda não havia incluído esse texto no Livro Vermelho; o prólogo mencionava O Hobbit como uma "seleção do Livro Vermelho de Westmarch". Tolkien continuou desenvolvendo a história-moldura e, na segunda edição, adicionou uma "Nota sobre os Registros do Condado" ao prólogo. Essa nota, na voz do editor fictício, explica que o "relato" (o texto principal de O Senhor dos Anéis) foi extraído principalmente do Livro Vermelho de Westmarch, iniciado como o "diário privado de Bilbo", continuado por Frodo com um relato da Guerra do Anel e ampliado por Sam.
Perto do fim do texto principal, Tolkien faz Frodo entregar o Livro Vermelho a Sam. Flieger nota que, ao vê-lo, Sam diz: "Nossa, você quase terminou, Sr. Frodo!", e descreve a resposta de Frodo como "definitiva e reveladora": "‘Eu terminei de fato, Sam’, disse Frodo. ‘As últimas páginas são para você.’" Ela comenta que, onde Sam diz "ele", referindo-se ao livro, Frodo não o faz, deixando ambíguo se ele se refere ao livro ou à sua vida na Terra Média, conforme registrada no livro. Flieger considera brevemente o que Sam poderia ter adicionado, se a sugestão for levada a sério. Ela aponta que poderiam ser os livros 4 e 6 de O Senhor dos Anéis, onde Frodo nunca aparece sem Sam, mas há momentos em que Sam está alerta enquanto Frodo está ausente ou inconsciente. Além disso, nenhum outro observador estava presente, especialmente na Montanha da Perdição, onde Sam é o único que vê Gollum lutando contra um Frodo invisível pelo Anel.

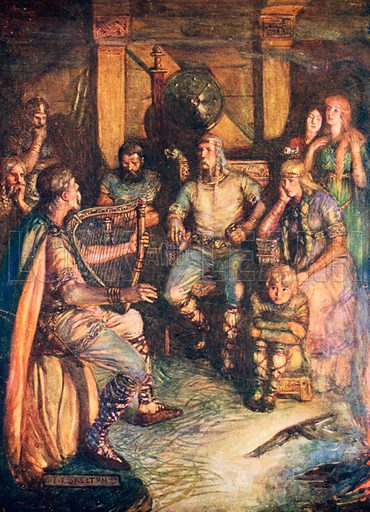
O poema medieval Beowulf contém uma passagem sobre um Scop recitando a história do herói Beowulf. Ilustração de en, c. 1910.

Flieger observa que, nas escadas do perigoso passo de Cirith Ungol, Frodo e Sam discutem o que é uma história. Sam diz: "Estamos dentro de uma, claro, mas quero dizer, colocada em palavras, sabe... lida em um grande livro com letras vermelhas e pretas". Frodo responde: "Ouvir você, Sam, de alguma forma me deixa tão alegre como se a história já estivesse escrita". Flieger considera este o momento mais autorreferencial e pós-moderno [en] de todo o livro, pois constitui o próprio livro olhando para trás, para sua criação, e para a frente, para o livro impresso que o leitor segura. Ela compara isso com uma passagem que Tolkien certamente conhecia, linhas 867–874 de Beowulf, onde o Scop [en] que recita o poema canta sobre um poeta cantando sobre Beowulf. Na visão dela, a frase de Sam, "colocada em palavras, sabe", ecoa deliberadamente o "gloriando-se em palavras" de Beowulf.
| Beowulf 867–874 | Tradução de Roy Liuzza [en] |
| --- | --- |
| ... Hwīlum cyninges þegn, guma gilphlæden, gidda gemyndig, se ðe ealfela ealdgesegena worn gemunde —word oþer fand soðe gebunden— secg eft ongan sið Bēowulfes snyttrum styrian, ond on sped wrecan spel gerade, wordum wrixlan; ... | Por vezes, o vassalo do rei, cheio de grandes histórias, ciente das canções, que lembrava muitas, uma infinidade de velhas histórias, encontrou outras palavras verdadeiramente unidas; ele começou novamente a recitar com habilidade a aventura de Beowulf, contar com destreza uma história apropriada, e tecer suas palavras. |

Peter Jackson optou por manter a história-moldura das memórias de Bilbo em suas adaptações cinematográficas. Em O Senhor dos Anéis: A Sociedade do Anel (2001), Lá e de Volta Outra Vez de Bilbo serviu como base para a narração em off [en] da cena "A Respeito dos Hobbits", amplamente expandida na Edição Estendida Especial. O título das memórias tornou-se o título provisório para o terceiro filme da trilogia de O Hobbit em agosto de 2012, mas, em 2014, foi alterado para O Hobbit: A Batalha dos Cinco Exércitos.

### O Conto de Aragorn e Arwen
O Senhor dos Anéis apresenta uma segunda história-moldura no apêndice O Conto de Aragorn e Arwen. A narrativa descreve como o herói Aragorn desposou Arwen, uma elfa imortal. Tolkien afirmou que essa história era "realmente essencial" para a obra. Sua história-moldura estabelece que o conto foi escrito por Barahir, neto de Faramir e Éowyn, após a morte de Aragorn, e que uma versão abreviada foi incluída em uma cópia do Livro do Thain, feita por Findegil. Essa cópia, por sua vez, foi anotada, corrigida e ampliada em Minas Tirith. A voz narrativa e o ponto de vista da história são analisados pela estudiosa Christine Barkley, que considera que a parte principal do conto foi narrada por Aragorn.

### Paratextos
Tolkien incluiu uma vasta quantidade de paratextos – prefácios, notas e apêndices de diversos tipos – em O Senhor dos Anéis e alguns em O Hobbit. A estudiosa Janet Brennan Croft [en] comenta que esses elementos "ressonam" ou "colaboram" com o texto principal para ampliar seu efeito, tornando-o mais crível. Vários desses paratextos contribuem para as histórias-moldura, que posicionam Tolkien não como autor, mas como o último de uma linhagem de editores filológicos de documentos antigos, originalmente escritos por personagens como os hobbits Bilbo e Frodo Bolseiro. Esses paratextos sustentam o conceito de  manuscrito encontrado, que, por sua vez, reforça a história-moldura. 
O estudioso Giuseppe Pezzini observa que a "moldura metatextual [de O Senhor dos Anéis] ... é devidamente harmonizada no texto por meio de características formais; os apêndices estão repletos de glosas escribais, notas posteriores e referências editoriais que correspondem à elaborada história textual detalhada na Nota sobre os Registros do Condado." Por exemplo:
| | Material no apêndice |  | Comentários                                                       |
| --- | --- |  | ----------------------------------------------------------------- |
| | Apêndice A. II "A Casa de Eorl". Os Reis da Marca. Terceira Linhagem. |  | Cabeçalho annalístico                                             |
| 2991—4ªE. 63 (3084) | Éomer Éadig. Ainda jovem, tornou-se Marechal da Marca (3017) e assumiu o comando de seu pai nas marcas orientais. Na Guerra do Anel, Théodred caiu em batalha contra Saruman nos Vaus do Isen. Assim, antes de morrer nos Campos do Pelennor, Théoden nomeou Éomer seu herdeiro e o proclamou rei. Naquele dia, Éowyn também conquistou renome, pois lutou nessa batalha disfarçada; ficou conhecida na Marca como a Dama do Braço-de-Escudo.1                                |  | Datas e texto annalísticos registrando grandes eventos do passado |
| | |  |                                                                   |
| 1 Pois seu braço de escudo foi quebrado pela maça do Rei-Bruxo; mas este foi reduzido a nada, cumprindo-se assim as palavras de Glorfindel, ditas muito antes ao Rei Eärnur, de que o Rei-Bruxo não cairia pela mão de um homem. Diz-se nas canções da Marca que, nesse feito, Éowyn contou com a ajuda do escudeiro de Théoden, que também não era homem, mas um Pequenino vindo de um país distante, embora Éomer lhe tenha concedido honras na Marca e o nome de Holdwine. | 1 Pois seu braço de escudo foi quebrado pela maça do Rei-Bruxo; mas este foi reduzido a nada, cumprindo-se assim as palavras de Glorfindel, ditas muito antes ao Rei Eärnur, de que o Rei-Bruxo não cairia pela mão de um homem. Diz-se nas canções da Marca que, nesse feito, Éowyn contou com a ajuda do escudeiro de Théoden, que também não era homem, mas um Pequenino vindo de um país distante, embora Éomer lhe tenha concedido honras na Marca e o nome de Holdwine. |  | Nota de rodapé de um editor posterior                             |
| [Este Holdwine não era outro senão Merry [en], o Magnífico, que era Mestre de Bucklland.] | [Este Holdwine não era outro senão Merry [en], o Magnífico, que era Mestre de Bucklland.] |  | Glosa scribal                                                     |

## legendarium de Tolkien
Tolkien concebeu seu legendarium, o extenso conjunto de documentos de vários tipos que sustenta o texto do livro de 1977 O Silmarillion, como uma coleção apresentada, com uma história-moldura que evoluiu ao longo dos anos. Inicialmente, centrava-se em um personagem do tipo Ælfwine, que traduz o "Livro Dourado" dos sábios Rúmil ou Pengoloð; mais tarde, o hobbit Bilbo Bolseiro coletou as histórias no O Livro Vermelho de Westmarch, traduzindo documentos mitológicos élficos em Valfenda.

### Ælfwine

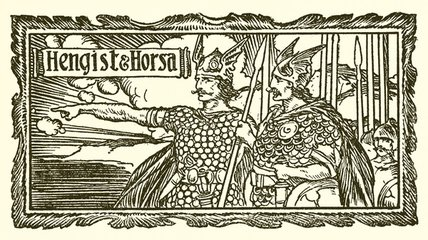
Os irmãos Hengist e Horsa são os fundadores lendários da Inglaterra; em O Livro dos Contos Perdidos, Tolkien coloca Ælfwine como seu pai. Ilustração de en em Pageant of British History (1909).

Em O Livro dos Contos Perdidos, iniciado no início da carreira de Tolkien, o personagem que se torna Ælfwine, o marinheiro, é chamado Ottor Wǽfre (chamado Eriol pelos elfos), e sua história serve como moldura para os contos dos elfos. Ele parte do que hoje é Helgoland em uma viagem com uma pequena tripulação, mas é o único sobrevivente após seu navio colidir com rochas perto de uma ilha. A ilha é habitada por um velho que lhe dá instruções para chegar a Eressëa. Após encontrar a ilha, os elfos o recebem no Cottage of Lost Play e narram suas histórias. Ele descobre que o velho era, na verdade, "Ylmir". As histórias são ensinadas principalmente pelo velho elfo Rúmil, mestre do saber de Eressëa.
Nessas versões iniciais, Tol Eressëa é vista como a ilha da Grã-Bretanha. Ele ganhou o nome Ælfwine dos elfos; sua primeira esposa, Cwén, foi mãe de Hengist e Horsa; sua segunda esposa, Naimi, deu-lhe um terceiro filho, Heorrenda, um grande poeta de ascendência meio-elfo, que, na ficção, escreveria o poema épico em inglês antigo Beowulf. Isso entrelaça uma mitologia para a Inglaterra, conectando a geografia, a poesia e a mitologia da Inglaterra com o legendarium como uma pré-história plausivelmente reconstruída (embora provavelmente fictícia).

### O Livro dos Contos Perdidos
O primeiro título de O Livro dos Contos Perdidos, iniciado em 1917, enquadrava suas histórias como uma coleção transmitida:
| O Livro Dourado de Heorrenda sendo o livro dos Contos de Tavrobel |

Na ficção, uma série de elfos nomeados contaram os "contos perdidos" a Eriol/Ælfwine. Ele os transmitiu por meio do livro escrito por Heorrenda. Editado por Christopher Tolkien, o O Livro dos Contos Perdidos, Volume 1 de 1983 é inscrito:
| Esta é a primeira parte do Livro dos Contos Perdidos de Elfinesse, que Eriol, o Marinheiro, aprendeu com os elfos de Tol Eressëa, a Ilha Solitária no oceano ocidental, e depois escreveu no Livro Dourado de Tavrobel. Aqui são narrados os Contos de Valinor, desde a Música dos Ainur até o Exílio dos Noldoli e a Ocultação de Valinor. |

### Duas novelas incompletas de viagem no tempo:A Estrada PerdidaeOs Papéis do Clube Notion
Tolkien tentou escrever duas novelas de viagem no tempo, mas não completou nenhuma delas. Ambas podem ser vistas como histórias-moldura para seu legendarium, pois os pares de pai e filho viajantes do tempo em cada novela se aproximam sucessivamente do período antigo da queda de Númenor. Ele começou A Estrada Perdida em 1937, escrevendo quatro capítulos antes abandoná-la. Retornou ao tema com The Notion Club Papers, iniciada e abandonada entre 1944 e 1946. Na história-moldura desta última, um Sr. Green encontra documentos em sacos de papel descartado em Oxford em 2012. Esses documentos, os Papéis do Clube Notion do título, são notas incompletas de reuniões do Clube Notion, que teriam ocorrido na década de 1980. Durante essas reuniões, Alwin Arundel Lowdham discute seus sonhos lúcidos sobre Númenor, uma civilização perdida conectada com Atlântida e com a Terra Média de Tolkien. Por meio desses sonhos, ele "descobre" muito sobre a história de Númenor e as línguas da Terra Média (notadamente Quenya, Sindarin e Adûnaic). Embora inacabada, no final da história dada, fica claro que Alwin Lowdham é uma espécie de reencarnação de Elendil. Tolkien escolheu os nomes desses personagens (em ambas as novelas) para indicar sua afinidade: Alwin é outra forma do nome em inglês antigo "Ælfwine", que significa "amigo dos elfos", enquanto o nome em Quenya Elendil pode ter o mesmo significado.
| Período          | Segunda Era Há mais de 9.000 anos | Lombardos (568–774) | Anglo-saxões (c. 450–1066) | Inglaterra Século XX |                       |
| Língua dos nomes | Quenya (em Númenor)               | Germânico           | Inglês Antigo              | Inglês Moderno       | Significado dos nomes |
| ---------------- | --------------------------------- | ------------------- | -------------------------- | -------------------- | --------------------- |
| Personagem 1     | Elendil                           | Alboin              | Ælfwine                    | Alwin                | Amigo dos elfos       |
| Personagem 2     | Herendil                          | Audoin              | Eadwine [en]               | Edwin                | Amigo da felicidade   |
| Personagem 3     | Valandil ("amigo dos Valar")      | ———                 | Oswine                     | Oswin, cf. Oswald    | Amigo de Deus         |

## Análise
Anna Vaninskaya [en], em A Companion to J. R. R. Tolkien da Blackwell (2014), observa que Tolkien foi diretamente influenciado por William Morris. Ela sugere que a história-moldura do legendarium, começando pelas viagens de Ælfwine, o marinheiro, foi modelada no poema épico de Morris, The Earthly Paradise [en] (1868–1870), cuja história-moldura é que "marinheiros da Noruega, tendo ouvido falar do Paraíso Terrestre, partem para encontrá-lo". Ela nota que os "andarilhos" de Morris alcançam "uma cidade sem nome em um mar distante / branca como as muralhas mutáveis de feéria", onde ouvem e narram lendas, incluindo "A Terra a Leste do Sol e a Oeste da Lua"; Os Contos Perdidos II de Tolkien contém um dos poemas fundamentais do legendarium que descreve o "Andarilho" Earendel (precursor de Eärendil), que navega "A Oeste da Lua, a Leste do Sol".

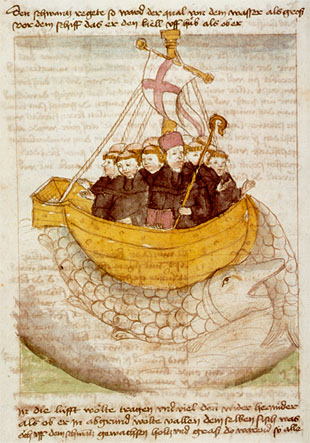
As histórias-moldura de Tolkien começaram como viagens marítimas de um marinheiro, encontrando terras estranhas. Um dos tipos de história que influenciaram essas narrativas foi a lenda celta Imram, como as viagens de São Brandão, mostradas aqui em um manuscrito do século XV.

O biógrafo de Tolkien John Garth [en], no mesmo volume, escreve que, em 1920, Tolkien revisou sua história-moldura para que a Ilha Solitária não fosse mais equiparada à Inglaterra, e Eriol se tornou o anglo-saxão Ælfwine; isso iniciou o processo de revisão do legendarium que continuou ao longo de sua vida. Ele observa que, em 1945 e 1946, Tolkien adicionou Os Papéis do Clube Notion, visitando o antigo Númenor por meio de viagem no tempo, em vez de por navio, mas com um poema sobre as viagens marítimas Imram de São Brendan, revisado em 1955 como "Imram".
A estudiosa Jane Chance [en] descreve a versão de 1920 da história de Ælfwine como a "versão pseudo-histórica e anglo-saxã complicada e penúltima da história-moldura" de Tolkien, considerando-a essencial para entender a "mitologia central da Terra Média".
Dale Nelson, em The J. R. R. Tolkien Encyclopedia, escreve que Tolkien e seu amigo C. S. Lewis admiravam A Voyage to Arcturus de David Lindsay [en], mas que Tolkien "lamentava" os mecanismos da história-moldura de ficção científica usados por Lindsay – os raios traseiros e a nave de torpedo de cristal; ele observa que, em Os Papéis do Clube Notion, Tolkien faz um dos protagonistas, Guildford, criticar esses tipos de "artifícios".

## Além da história-moldura: enquadramento editorial deO Senhor dos Anéis
Em O Senhor dos Anéis, Tolkien foi além de simplesmente incorporar uma história-moldura ao texto, embora também o tenha feito. Ele construiu uma elaborada moldura editorial, incluindo um prólogo e um extenso conjunto de apêndices, projetados para dar a impressão de que o texto sobreviveu aos milhares de anos desde o fim da Terceira Era, sendo anotado e editado por várias mãos nesse período. O estudioso Vladimir Brljak argumenta que esse enquadramento, com seus aspectos pseudo-editoriais, pseudo-filológicos e pseudo-traducionais, "é tanto a pedra angular quanto a conquista suprema da obra literária madura de Tolkien".
| Era              | Eventos | Notas                                                           |
| ---------------- | --- | --------------------------------------------------------------- |
| Terceira Era     | A busca de Erebor Bilbo Bolseiro escreve suas memórias em Westron. Guerra do Anel                                | Concepção de pseudo-história O Hobbit Pseudo-história adicional |
| Quarta Era       | Frodo Bolseiro escreve suas memórias em Westron. Outros anotam as memórias: o O Livro Vermelho de Westmarch.     | O Senhor dos Anéis Concepção de manuscrito encontrado           |
| Quinta Era       | ... mais edições por várias mãos ...                                                                             | Concepção de pseudo-editor                                      |
| Sexta/Sétima Era | O "editor" Tolkien "traduz" o manuscrito encontrado para o inglês (e um pouco de Nórdico Antigo e Inglês Antigo) | Concepção de pseudo-tradutor: Apêndices                         |

### J. R. R. Tolkien
1. ↑  (Tolkien 1937), "O Último Estágio"
2. ↑  (Tolkien 1937), Página de título
3. ↑  (Tolkien 1954a), "Uma Festa Muito Esperada"
4. ↑  (Tolkien 1955), "Muitas Despedidas"
5. 1 2  (Tolkien 1955), "Os Portos Cinzentos"
6. ↑  (Tolkien 1954a), "O Conselho de Elrond"
7. ↑  (Tolkien 1955), "Prólogo: Nota sobre os Registros do Condado"
8. ↑  (Tolkien 1984b), p. 103
9. ↑  (Tolkien 1984b), p. 290
10. ↑  (Tolkien 1984), Página de título